# Visbretinden
De Visbretinden is een berg behorende bij de gemeente Lom in de provincie Oppland in Noorwegen. De berg, gelegen in Nationaal park Jotunheimen, heeft een hoogte van 2234 meter.
De Visbretinden is onderdeel van het gebergte Jotunheimen.